# Халіма Насирова
Халіма Насирова (21 грудня 1913 — 3 січня 2003) — узбецька радянська оперна співачка (сопрано), педагог, лауреат Сталінської премії (1942, 1951), народна артистка Узбецької РСР, народна артистка СРСР (31.05.1937), кавалер ордена Леніна.

## Біографія
Народилася 29 грудня 1913 року в кишлаку Таглик, поблизу Коканда, нині — Ферганська область, Узбекистан.
У 1924 році вступає до театрального технікуму в місті Баку, після закінчення якого в 1927 році починає свою творчу діяльність в якості драматичної актриси в Театрі імені Хамзи.
З 1934 по 1937 роки навчалася в узбецькій оперній студії Московської консерваторії.
C 1930 по 1985 роки працювала в Узбецькому театрі опери та балету, а з 1939 року стала його провідною солісткою.
З 1979 по 1986 роки займалася педагогічною діяльністю.

## Театр
В репертуарі Халіми Насірови  партії: Лейлі, Гюльсари («Лейлі та Меджнун», «Гюльсара»  Глієра і Садикова), Сін-Дун-Фан («Улугбек» Козловського), Кармен («Кармен» Бізе), узбецькі народні пісні та ін.

## Призи та нагороди
Сталінська премія другого ступеня (1942) — за виконання партії в оперній виставі «Лейлі і Меджнун» У. Гаджибекова
Сталінська премія третього ступеня (1951) — за виконання головної партії в опері «Гюльсара» Т. С. Садикова і Р. М. Глієра
Державна премія Узбецької РСР імені Хамзи (1968)
Два ордена Леніна (в тому числі 1950)
Орден Жовтневої Революції (1973)
Два ордена Трудового Червоного Прапора (1937, 1959)
Орден Дружби народів (1984)
Чотири ордена «Знак Пошани» (1939, 1944, 1957, 1965)
Орден «За видатні заслуги» (Узбекистан, 2000)
Медаль «В ознаменування 100-річчя від дня народження Володимира Ілліча Леніна»
Медаль «За доблесну працю у Великій Вітчизняній війні 1941—1945 рр.»
Була депутатом Верховної Ради СРСР 5 скликання.
Померла у місті Ташкент 3 січня 2003 року